# 吉印大道
吉印大道是南京市江宁区的一条东西向主干道，全长约13.5公里，西起吉山，东至天印山，因连接两山而得名“吉印大道”。该道路是江宁区的重要交通枢纽，连接将军大道、双龙大道等多条主干道，并与地铁S1号线、5号线交汇，交通地位显著。

## 公交地铁

### 地铁线路

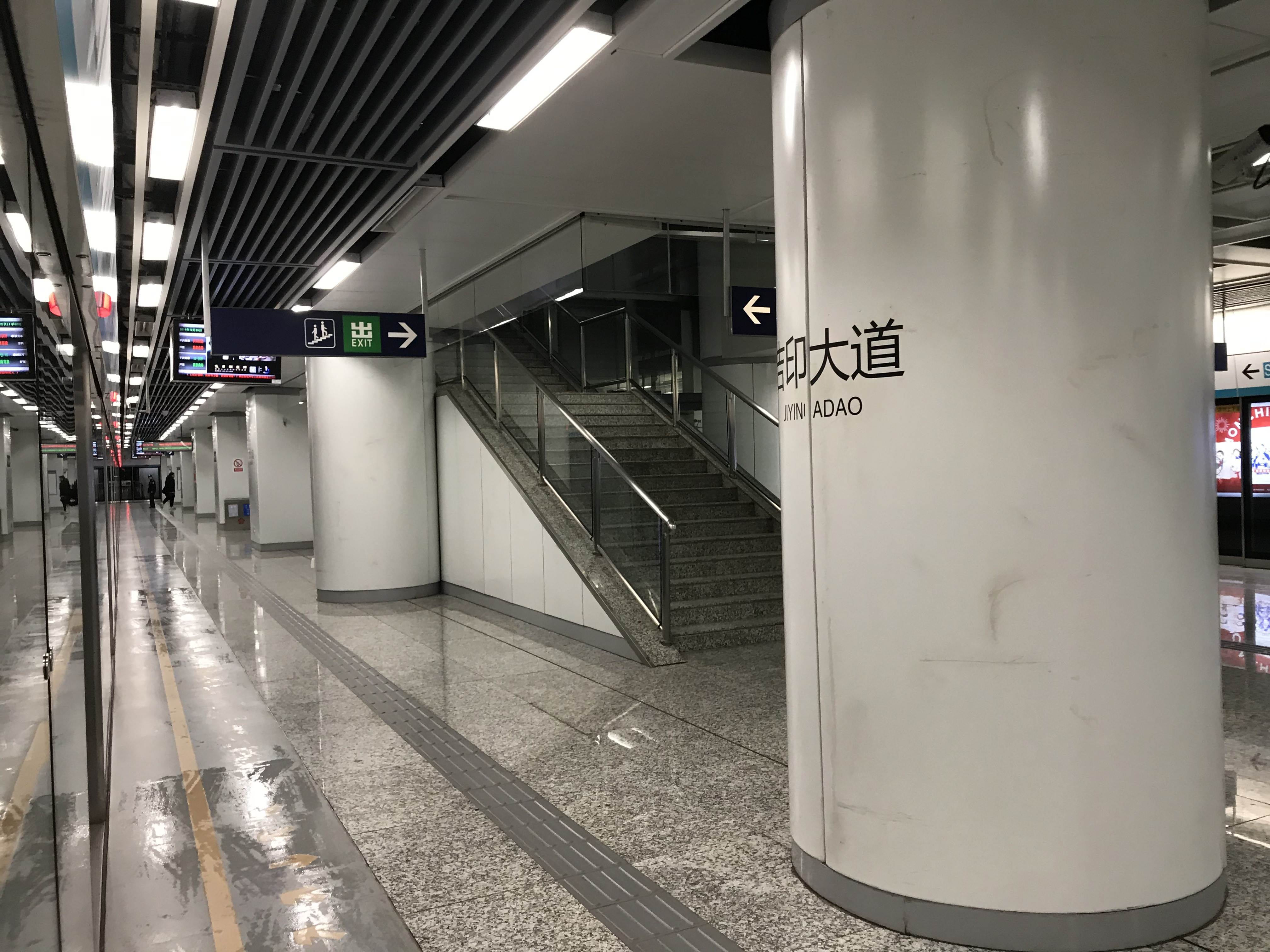
吉印大道站S1号线站台

吉印大道站是南京地铁S1号线的车站，位于将军大道与吉印大道交叉路口，为地下二层岛式车站，未来将与地铁5号线实现换乘。
地铁5号线南段已于2024年3月31日开通运营，吉印大道站作为起点站，连接文靖路站，贯穿江宁区、秦淮区和鼓楼区，是南京南北公共交通的“大动脉”。

### 公交与周边交通
吉印大道沿线有多条公交线路，包括Y36路、864路、870路等，连接江宁区多个重要区域。
吉印大道跨秦淮河大桥是连接江宁开发区、江宁高新园和方山景区的重要通道，采用双层翼缘板结构设计，实现人车分流，已于2019年开通。

## 区域发展与规划

### 商业与居住
吉印大道周边有多个住宅小区和商业设施，如吉印大道3008号小区，周边配套完善，生活便利6。
随着地铁5号线的开通，吉印大道沿线的商业价值进一步提升，吸引了众多企业和居民入驻。

### 未来规划
吉印大道作为江宁区“五纵五横”快速路布局的一部分，未来将继续优化交通网络，推动区域经济发展。
地铁5号线的全线贯通将进一步增强吉印大道的交通枢纽地位，为江宁区与主城区的连接提供更便捷的通道。